# 下肢外傷
下肢外傷（かしがいしょう）とは、下肢におこる外傷である。

## 語句の定義
医学においては損傷とは身体を構成している組織の生理的な連続性断たれた状態のことをいう。この定義においては機能障害、例えば脳震盪なども損傷に含まれると解釈されている。また胃潰瘍といった内因性のものも損傷には含まれる。外傷とは損傷のうち外因によるものをさす。外因の種類は特に問題としていないため塩酸をかぶったというのも外傷となる。創傷という言葉があるがこれは損傷のうち機械的エネルギーにより形成されたものであり、外傷よりも言葉の意味が狭くなる。基本的に創とは開放性の損傷であり、傷とは非開放性損傷を示すことが多い。
基本的にはいわゆるキズを診て、内部の骨、特に骨折がないのか調べて、関節に損傷がないのかを調べ、その他の臓器傷害がないのかを調べるのが外傷患者の診かたである。骨折とは骨の損傷であり、関節の損傷には捻挫、脱臼という言葉がある。脱臼とは関節面における関節頭と関節窩の相互関係が破綻したものをいう。関節面の一部が接触を保っている場合は亜脱臼という。関節に外力が加わり、靱帯、関節包といった関節支持構造に損傷を受けるが関節面の相互作用関係が保たれている場合は捻挫という。

## 下肢の診察
股関節の診察
膝関節の診察
足関節の診察

## 主な損傷の各論
足関節捻挫
一般に足関節は外反より内反の方がしやすいと言われている。これは骨学によって説明可能である。腓骨と脛骨を比べ場合、腓骨の方が足先の方に伸びており、外果は内果の足先に位置する。よって外果の方が支点になりやすく、足関節は内反しやすい。内反しやすいということで捻挫は外側に起こることが多い。好発部位としては前距腓靭帯、踵腓靱帯、第5中足骨基部、二部靱帯が多い。捻挫には熱感、腫脹、圧痛がつきものであるので、疑った場合は上記四点を必ず触ることが大切である。足関節捻挫の場合は靱帯だけでなく、骨折の合併もよくある。内果、外果、踵骨はもちろん脛骨、腓骨に及ぶこともあるので膝上あたりから骨を触診していくことが望ましい。二部靱帯の単独損傷の場合は手術まで必要になることはまずないと言われている。骨折の合併なども見られず軽症と考えられる時はギプス固定だけで良い。重症度の判定としてはオタワの足関節ルールが有名である。X線写真をとる場合は足関節の正面、側面、斜位の他にストレス撮影を行うことがある。これは足を内反させて距骨上面の傾斜をみる撮影法である。6度を超えている場合は踵腓靱帯の断裂を考える。前距腓靭帯断裂ではディンプル徴候（えくぼができる）がみられることがある。テーピングは内側からはりつけ外側に引っ張る。捻挫の治療の基本であるRICE（局所の安静、冷却、圧迫、挙上）も行う。
オタワの足関節ルールによると外果先端より6cmまでの後方に圧痛がある場合、内果先端より6cmまでの後方に圧痛がある場合、受診直後あるいは来院時に患肢に加重できない場合は足関節の正面、側面のX線写真をとる必要がある。また第5中足骨基部に圧痛がある場合、舟状骨に圧痛がある場合、受診直後あるいは来院時に患肢に加重できない場合は足関節の正面、斜位のX線写真をとる。
踵骨骨折
高いところから固い地面に着地した時などにおこる。老人ではわずかな段差があるだけで起こすことがある。踵を痛がり、踵をついて歩けないとなれば本症を疑う。踵がはれ上がり、数日後には土踏まずのところに皮下出血ができるのが特徴的である。踵骨骨折を起こすときは尻もちをつき脊椎圧迫骨折を合併することが多いのでそれらの検索を行うのが良い。画像診断では正面、側面のほかにアントンセン撮影を追加するべきである。これは距骨と踵骨の関節面が保たれているのか調べるための画像検査である。治療は麻酔下の整復（力ずくでくっつける）で固定する。
アキレス腱断裂
下腿三頭筋が連続して移行する腱をアキレス腱という。筋肉が収縮している時に無理やり引き延ばしたとき、アキレス腱断裂は起こる。ボールを当てられたような感覚がするとも言われている。触診をすると断裂部の陥没を触れる。診断にはトンプソンテストが有効である。患者に力を抜かせて椅子などに膝立ちさせふくらはぎをぎゅっとつかむ。足が底屈すれば陰性で断裂なし、無反応であれば陽性でアキレス腱断裂と診断ができる。一般にアキレス腱断裂では足関節の底屈、背屈は可能である。しかしつま先立ちはすることはできない。治療は固定であるが、膝を曲げて足関節を底屈すると断裂部が最も接近するためその状態で固定をする。
疲労性脛骨骨膜炎
ヒラメ筋によって骨膜が引き離されることでおこる病気である。足を回内して走る人によくおこると言われている。腓骨下1/3に圧痛点があるのが特徴である。
下腿骨骨折
開放骨折の中で最も多い骨折である。開放骨折の場合はガチスロの分類というものが有名である。
| グレード   | 診断                                                     | 治療                     |
| ---------- | -------------------------------------------------------- | ------------------------ |
| グレードⅠ  | 皮膚の開口が1cm未満のもの                                | デブリドマン             |
| グレードⅡ  | 皮膚の開口が1cm以上であり筋断裂や皮膚挫滅を伴う          | 髄内固定                 |
| グレードⅢA | 広範な筋肉の断裂や挫滅があるが軟部組織で骨折を覆えるもの | 髄内固定                 |
| グレードⅢB | 軟部組織の欠損、広範な骨の露出                           | 創外固定                 |
| グレードⅢC | 血管の断裂があり末梢の骨の露出がある                     | 創外固定、または下肢切断 |

下腿骨骨折での激痛の持続は血管障害即ち、前方区画のコンパートメント症候群が強く疑われる。具体的な症状としては下腿の腫脹、母趾の反りができないといった運動麻痺、足背のしびれといった知覚麻痺、疼痛といったものがあげられる。診断には区画内の圧の測定がよい。圧が30mmHg 以上ならば診断ができる。筋膜切開を行えば劇的に症状は改善する。ただし創閉鎖が難しい。
膝内障
大腿骨骨幹部骨折
大腿が妙な格好をしているので慣れると一目でわかる。骨折部での屈曲変形、外旋、短縮、腫脹が特徴的である。患側が分からなければ膝蓋骨に注目する。外旋しているほうが患側である。骨盤骨折の合併が多く、輸液をしないと失血性ショックをおこすことがある。治療は髄内固定である。重大な合併症として脂肪塞栓が知られている。ARDSや神経症状が出現したら要注意である。結膜や皮膚、特に首や前胸部、脇の下に小さな点状出血を見られることもある。
大腿骨頸部骨折
高齢者が転倒直後から鼠径部を痛がり立てないときに真っ先に疑う。通常患側が外旋しているのが特徴である。関節包の内側で骨折をした場合は内側骨折といい、関節包の外側で骨折をしたばあいは外側骨折という。どちらの部位になるかで治療が全く異なる。内側骨折の場合は大腿骨頭を栄養する血管（頚部から上行し骨頭部を栄養する）が終動脈となっているため、血管損傷による大腿骨頭壊死を起こしやすく非常に難治性である。保存的治療の適応はほぼなく観血的治療法が適応となる。どのような手術をするのかという選択に対してはガーデンの分類がよく用いられる。重要なことは手術法の決定までX線写真だけでできてしまうということである。
| ガーデン分類 | 定義               | 治療             |
| ------------ | ------------------ | ---------------- |
| 1型          | 骨頭が外反している | ねじや銅線で固定 |
| 2型          | 骨頭がそのまま     | ねじや銅線で固定 |
| 3型          | 骨頭が内反している | 人工骨頭置換術   |
| 4型          | 骨頭がはずれている | 人工骨頭置換術   |

内側骨折では透視下整復、CHS固定などで保存的に治療される。基本的に骨頭のみの障害ならば人工骨頭置換術、臼蓋まで変形してしまったら人工関節置換術となる。これは多くの股関節疾患で言えることである。人工骨頭と人工関節の違いは人工臼蓋があるかないかの違いである。
外傷性股関節脱臼
車の正面衝突で起こることが多い。大腿骨が後方に脱臼することが多い。股関節は屈曲かつ内転したまま動かすことができない。後方に脱臼するので膝の高さが患肢の方が低い。後方脱臼では坐骨神経麻痺が起こることが多い。速急に整復をしないと大腿骨頭壊死に陥る。整復は麻酔下で股関節を内旋位で天井方向に引っ張る。整復できたら外転、外旋をする。ひとりで整復することはできないで大きな病院でないと治療できない。
骨盤骨折
視診では分かりにくい。骨盤を軽く押さえて圧痛があるかどうかでまず診察していく。出血が非常に多いのが特徴である。骨盤輪が二か所で骨折し不安定化するマルゲイン骨折が有名である。
脊椎圧迫骨折
若者では高所から飛び降り尻もちをついた場合、高齢者の場合は軽く尻もちをついたりするだけで起こることがある。Th8からTh12あたりの脊椎で最も起こりやすい。老人の場合は痛みの局在がはっきりしないことが多く、必ず骨叩打痛にて所見をとり、その部分のX線写真で診断するべきである。骨叩打痛はうつ伏せの状態で一番しっかりと所見がとれる。下肢のしびれ、麻痺も確認するべきである。治療は保存的な場合が多いが麻痺が認められた場合は手術が行われる。